# Kuhl-szarvas
A Kuhl-szarvas (Hyelaphus kuhlii) az emlősök (Mammalia) osztályának párosujjú patások (Artiodactyla) rendjébe, ezen belül a szarvasfélék (Cervidae) családjába és a szarvasformák (Cervinae) alcsaládjába tartozó faj.
Tudományos nevét Heinrich Kuhl német zoológus tiszteletére kapta.

## Előfordulása
A Kuhl-szarvas kizárólag az Indonéziához tartozó Bawean-szigeten él.

## Megjelenése
Szőrzete szürkésbarna és rövid. A bak marmagassága 65–70 centiméter, a legnagyobb testhossza 140 centiméter (de általában 105–115 centiméter), farokhossza 20 centiméter és testtömege 50–60 kilogramm. Az agancsának csak három elágazása van. A fején és nyakán kis sárgás foltozások vannak. A torka fehéres. A szeme körül gyűrű látható. Meneküléskor felemeli farkát, hogy látszódjon a fehér tükre. A gida születésekor fehéren pettyezett.

## Életmódja
A szigeten található erdők és hegyvidéki erdők sűrű aljnövényzete közt rejtőzködik. Nappal pihen; hajnalkor és sötétedéskor mozog. Kis csordákban él, melyek 4-5 tehénből, azok gidáiból és akár két bakból is állhat. Növényevőként perjeféléket, egyéb lágy szárú növényeket, ágacskákat, leveleket és akár kultúrnövényeket is fogyaszt. A Bawean-sziget az emberen kívül alig van ellensége; a ragadozó madarak és a pitonok fognak meg belőle. A bak agresszívan viselkedik más, idegen bakokkal szemben; szagmirigyeivel és vizeletével is lefújhatja a betolakodókat, valamint területének határait.

## Szaporodása
A vemhesség 225-230 napig tart; ennek végén egy gida születik. Az ellések általában február és június között történnek meg.

## Veszélyeztetettsége
Az Természetvédelmi Világszövetség (IUCN) a súlyosan veszélyeztetett fajok közé sorolja, mivel amúgy is helyen él és ebből egyre többet foglal el az ember. Ez az állat rajta van a Washingtoni egyezmény (CITES) 1. listáján, a különösen veszélyeztetett fajokról szólón, mely tiltja a vele való nemzetközi kereskedelmet.

## Képek

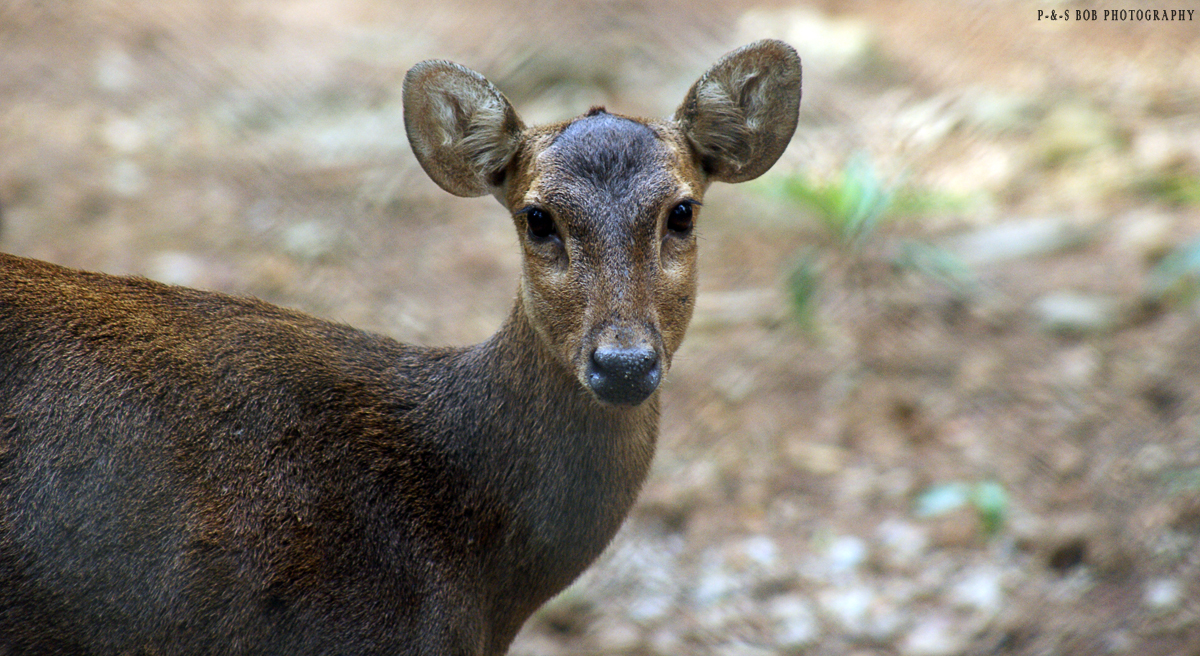
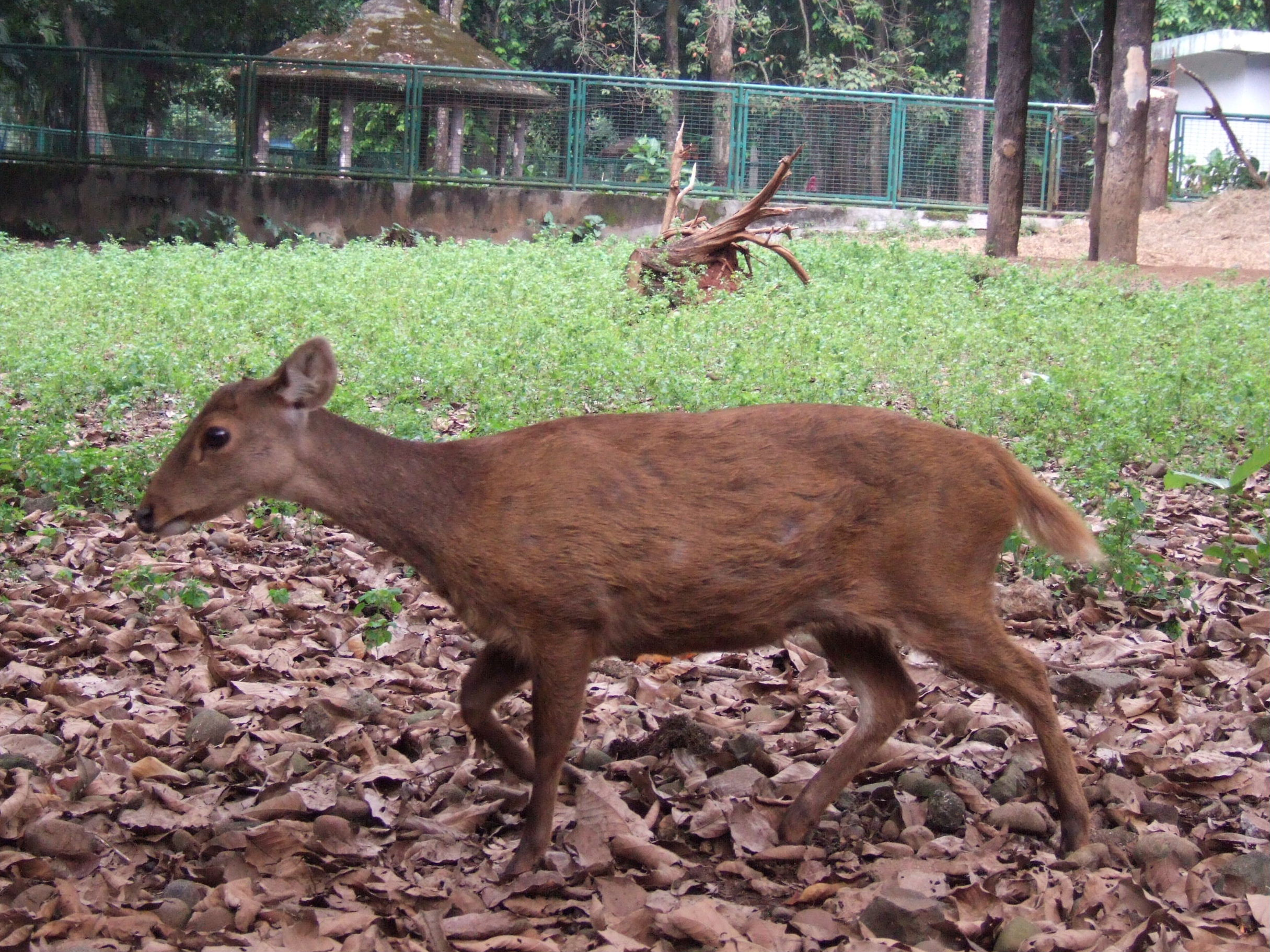
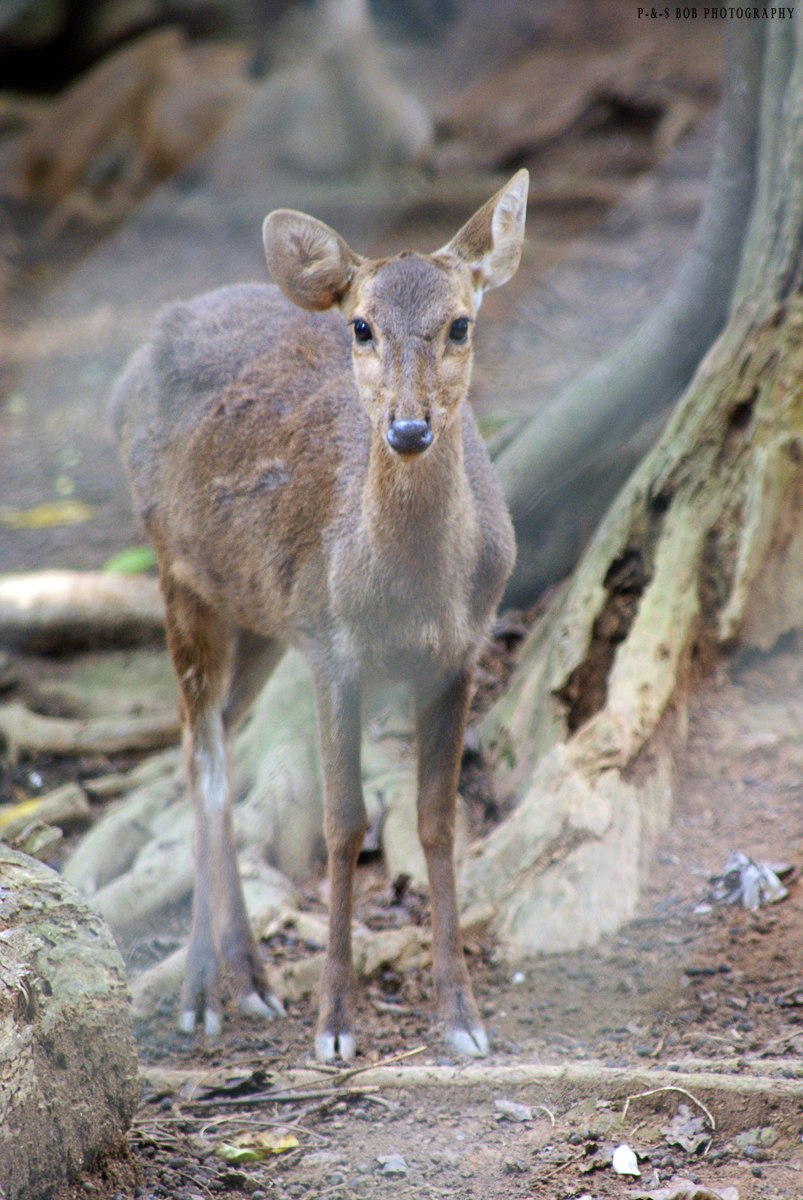

### Fordítás
- Ez a szócikk részben vagy egészben  a   Bawean deer című angol Wikipédia-szócikk ezen változatának fordításán alapul.  Az eredeti cikk szerkesztőit annak laptörténete sorolja fel. Ez a jelzés csupán a megfogalmazás eredetét és a szerzői jogokat jelzi, nem szolgál a cikkben szereplő információk forrásmegjelöléseként.